# 拉夫洛雷斯塔
拉夫洛雷斯塔，是西班牙加泰罗尼亚莱里达省的一个市镇。 总面积6平方公里，总人口185人（2001年），人口密度31人/平方公里。